# Peperomia yanacachiana
Peperomia yanacachiana är en pepparväxtart som beskrevs av Truman George Yuncker. Peperomia yanacachiana ingår i släktet peperomior, och familjen pepparväxter. Inga underarter finns listade i Catalogue of Life.